# Айхенберг (Гільдбурггаузен)
Айхенберг (нім. Eichenberg) — громада в Німеччині, розташована в землі Тюрингія. Входить до складу району Гільдбурггаузен. Складова частина об'єднання громад Фельдштайн.
Площа — 4,51 км2. Населення становить 159 ос. (станом на 31 грудня 2021).

## Галерея

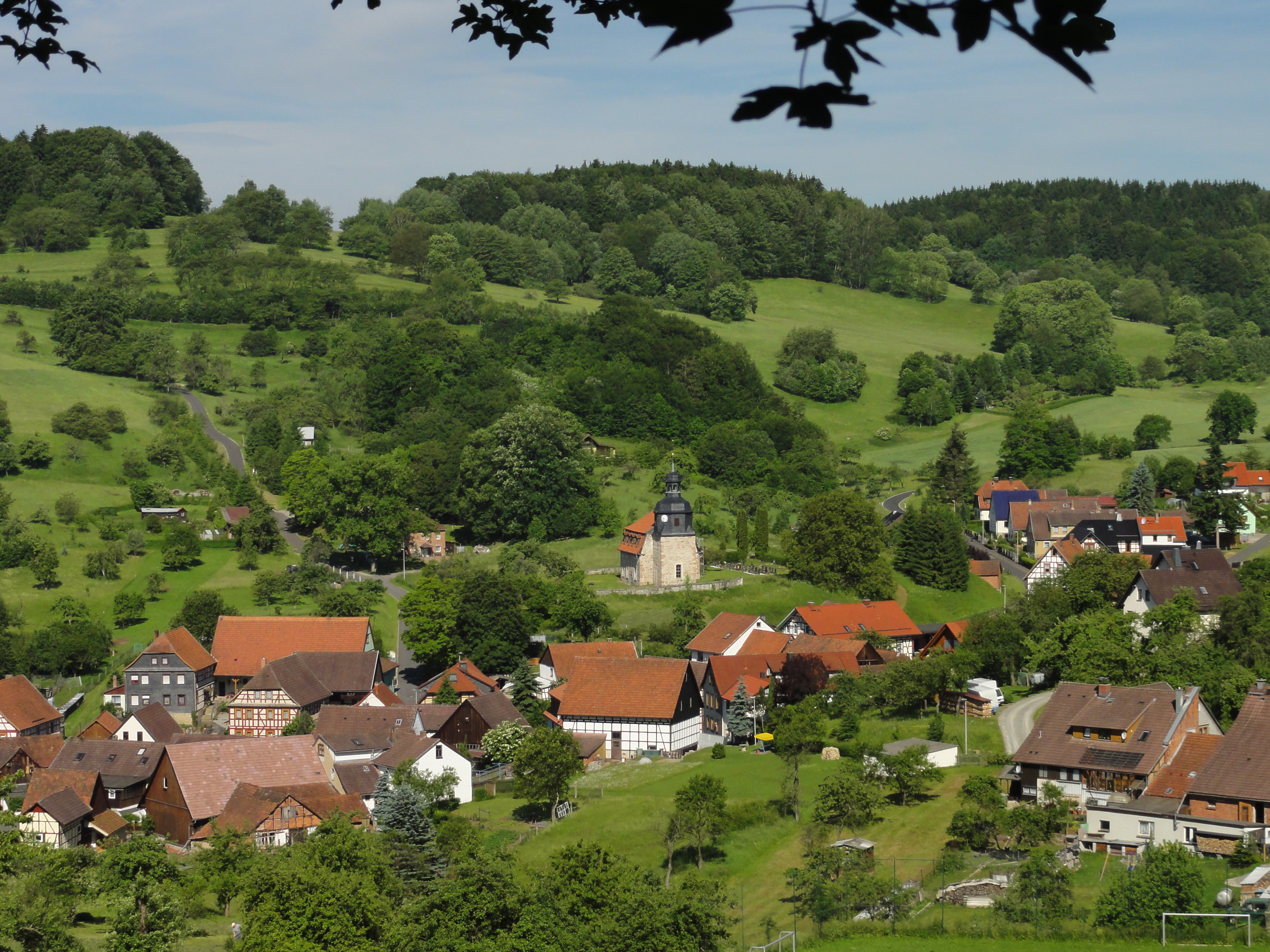